# Michelle Buteau

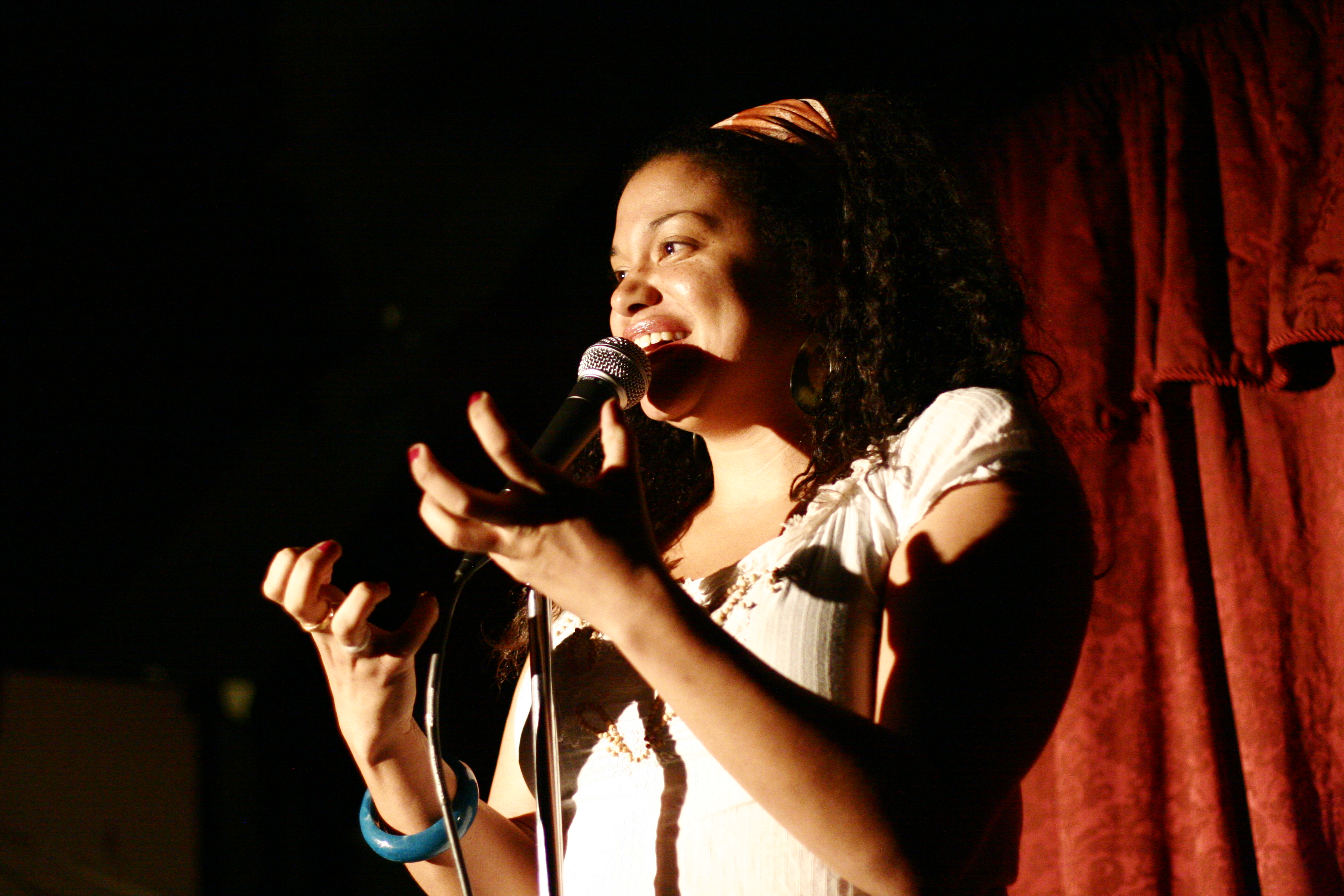
Michelle Buteau (2007)

Michelle Buteau (* 24. Juli 1977 in New Jersey) ist eine US-amerikanische Stand-up-Comedian und Schauspielerin.

## Leben
Buteau kam in New Jersey als Tochter eines haitianischen Vaters und einer jamaikanischen Mutter zur Welt. Ursprünglich wollte sie Reporterin werden, hatte ihren Einstieg in die Fernsehbranche als Editor für NBC und Fox. Nach den Terroranschlägen vom 11. September 2001 beendete sie diese Tätigkeit und begann eine Karriere als Stand-up-Komikerin.
Nach diversen Auftritten in Comedy Clubs und bei Festivals folgten erste Fernsehauftritte in The Late Late Show with Craig Ferguson, bei Comedy Central und Last Comic Standing.
Später folgten erste Auftritte bei Fernsehserien wie Key & Peele, China, IL, Enlisted und Matrjoschka. Seit 2020 moderiert sie die Reality-TV-Show The Circle USA auf Netflix.
Sie ist mit dem holländischen Fotografen Gijs van der Most verheiratet.

## Filmografie (Auswahl)
- 2006: The Story of Juan Bago
- 2012, 2013: Key and Peele (Fernsehserie, 2 Episoden)
- 2013: China, IL (Fernsehserie, 6 Episoden, Stimme)
- 2014: Enlisted (Fernsehserie, 11 Episoden)
- 2016: Dream Team (Fernsehfilm)
- 2017: Hannah Royce's Questionable Choices (Fernsehfilm)
- 2018: Singularity (Fernsehfilm)
- 2019: Matrjoschka (Russian Doll, Fernsehserie, 1 Episode)
- 2019: Isn’t It Romantic
- 2019: Someone Great
- 2019: Sell By
- 2019: Always Be My Maybe
- 2019: Stadtgeschichten (Tales of the City, Fernsehserie, 5 Episoden)
- 2019: (Future) Cult Classic (Fernsehfilm)
- 2019–2021: Bless the Harts (Fernsehserie, 9 Episoden, Sprechrolle)
- 2019–2021: The First Wives Club (Fernsehserie, 19 Episoden)
- 2020: Work It
- 2020: Happiest Season
- 2020–2021: Awkwafina Is Nora from Queens (Fernsehserie, 2 Episoden)
- 2022: Marry Me – Verheiratet auf den ersten Blick (Marry Me)
- 2022: Zoomania+ (Zootopia+, Fernsehserie, 1 Folgen)
- 2023: Survival of the Thickest (Fernsehserie, 8 Folgen)
- 2024: Babes